# Apterostigma bolivianum
Apterostigma bolivianum är en myrart som beskrevs av Weber 1938. Apterostigma bolivianum ingår i släktet Apterostigma och familjen myror. Inga underarter finns listade.